# تحليل فعالية التكلفة
يعد تحليل فعالية التكلفة (CEA) شكلًا من أشكال التحليل الاقتصادي، والذي يقوم على أساس المقارنة بين التكاليف وبين النتائج (التأثيرات) ذات الصلة الخاصة باثنتين أو أكثر من خطط العمل. ويختلف مفهوم تحليل فعالية التكلفة عن تحليل التكلفة والفائدة، والذي يعين القيمة النقدية على مقياس التأثير المتّبع. وعادةً ما يُستخدم تحليل فعالية التكلفة في مجال الخدمات الصحية، في الحالات التي يصعب فيها معرفة التأثيرات على الوضع الصحي. وبشكل عام، يتم التعبير عن تحليل فعالية التكلفة من حيث إن النسبة الناتجة يرمز فيها المقام إلى المكاسب الصحية الناتجة عن القياس (سنوات الحياة، تفادي حالات الولادة المبكرة، سنوات التمتع بالرؤية) ويمثل البسط التكلفة المرتبطة بالمكاسب الصحية. ويعد مقياس سنوات الحياة من حيث الجودة (QALY) هو مقياس النتيجة المستخدم بشكل أكثر شيوعًا في هذا الإطار. وفي نفس الوقت، يمكن القول إن تحليل فائدة التكلفة مماثل لتحليل فعالية التكلفة. وغالبًا ما يتم إظهار تحاليل فعالية التكلفة على مستوى فعالية التكلفة، الذي يتكون من أربعة أرباع. وتعتبر النتائج المحددة في الربع الأول أكثر فعالية وأكثر تكلفة، أما الموجودة في الربع الثاني فتتميز بأنها أكثر فعالية وأقل تكلفة، وبالنسبة لتلك الموجودة في الربع الثالث فتعتبر أقل فعالية وأقل تكلفة، أما الموجودة في الربع الرابع فإنها أقل فعالية وأكثر تكلفة.

## التطبيق العام
يمكن تطبيق مفهوم الفعالية من حيث التكلفة على مجال تخطيط وإدارة أنواع عديدة من الأنشطة المنظمة. فيستخدم هذا التحليل كذلك على نطاق واسع في شتى مناحي الحياة. وفيما يتعلق باقتناء الدبابات العسكرية، على سبيل المثال، يتم المقارنة بين التصاميم المتنافسة ليس فقط من حيث سعر الشراء، بل كذلك من حيث عدة عوامل أخرى كـ نصف قطر التشغيل الخاص بها، والسرعة القصوى، ومعدل الرمي، ودروع الوقاية، وقدرة أسلحتها على اختراق المدافع والمدرعات. فإذا كان مستوى أداء الدبابة في هذه المناطق مساويًا أو حتى أقل قليلًا من منافستها، غير أنها أقل تكلفة إلى حد كبير وأسهل في تشغيلها، فقد يختار المخططون العسكريون اقتناءها نظرًا لأنها أقل تكلفة من منافستها. وعلى العكس من ذلك، إذا كان الفرق في السعر لا يساوي شيئًا تقريبًا بين الدبابتين، غير أن الدبابة المنافسة الأكثر تكلفة بعض الشيء قد تحمل ميزات هائلة تظهر في ساحة المعركة وذلك لما تتميز به من ذخائر خاصة، والتحكم في إطلاق النار من خلال استخدام الرادار، وتعيين المدى باستخدام أشعة الليزر مما يمكّنها من تدمير دبابات العدو بدقة من مسافات بعيدة، فقد يقدِم المخططون العسكريون على اختيارها بدلًا من الأخرى؛ استنادًا إلى مبدأ نفس فعالية التكلفة.
علاوةً على ذلك، يتم تطبيق تحليل فعالية التكلفة في العديد من المجالات الأخرى للنشاط البشري، بما في ذلك اقتصاديات استخدام السيارات.

## تحليل فعالية التكلفة في اقتصاديات الدواء
في سياق اقتصاديات الدواء، يشير مصطلح فعالية التكلفة الخاص بالتدخل العلاجي أو الوقائي إلى نسبة تكلفة التدخل بالنسبة لمقياس تأثير التدخل ذي الصلة. وتشير التكلفة إلى الموارد التي يتم إنفاقها نتيجة إجراء تدخل ما، عادةً ما تقاس التكلفة بالصور النقدية مثل الدولارات أو الجنيهات. ويعتمد مقياس التأثيرات على التدخل الذي يُجرى تطبيقه. ومن الأمثلة على ذلك، عدد الأشخاص الذين عولجوا من أحد الأمراض، وقلة نسبة مليمترات الزئبق في ضغط الدم الانبساطي، وعدد الأيام الخالية من الأعراض التي يواجهها المريض. وفي إطار ذلك، يلزم أن يكون اختيار مقياس التأثير المناسب قائمًا على الحكم السريري الوارد في إطار التدخل الذي يُجرى تطبيقه.
ويوجد حالة خاصة من تحليل فعالية التكلفة تتمثل في تحليل فوائد التكلفة، والتي من خلالها يتم قياس الآثار من حيث عدد السنوات التي عاشها الفرد في ظل التمتع بموفور الصحة، وذلك من خلال استخدام مقياس مثل سنوات الحياة تحت تأثير الجودة أو سنوات الحياة المعدلة تحت تأثير الإعاقة، وعادةً ما يتم التعبير عن فعالية التكلفة باعتبارها معدل فعالية التكلفة الإضافي (ICER)، وهو معدل التغيير في التكاليف مقارنةً بالتغيير في الآثار. ويتوفر تجميع كامل من تحليلات فوائد التكلفة في المنشورات الطبية التي يراجعها الأقران على الموقع الإلكتروني الخاص بـ سجل تحليل فعالية التكلفة.
وقد توصلت دراسة أجريت في عام 1995 تختص ببحث تأثير التكلفة على التدخلات الطبية، التي تسببت في إنقاذ حياة أكثر من 500 شخص، أن متوسط التكلفة عن كل تدخل بلغت 42000 دولار عن كل سنة عمرية تم إنقاذها. وتوصلت المراجعة المنهجية التي أجريت عام 2006 إلى أن الدراسات التي تمولها جهات مصنعة غالبًا ما تستخلص أن النسب الفعالة من حيث التكلفة تبلغ قيمتها أقل من 20000 دولار لكل سنة حياتية مصححة من حيث الجودة، فضلًا عن أن الدراسات ذات الجودة المنخفضة وتلك التي تجرى خارج الولايات المتحدة والاتحاد الأوروبي، أقل احتمالية لتصبح دون هذا الحد. وبينما قد يشير اثنان من الاستنتاجات الواردة في هذا المقال إلى أن مقاييس معدل فعالية التكلفة الإضافي الممول من جهات مصنعة ذو جودة منهجية أقل من تلك التي نشرتها مصادر غير مصنعة، فهناك أيضًا احتمالية تفيد أنه نظرًا لطبيعة العمل الرجعي أو غير العام، فقد يتواجد تحيز في عملية النشر بدلًا من التحيزات في المنهجية المتّبعة نفسها. وفي نفس الوقت، قد تكون إحدى المؤسسات مدفوعة بحافز عدم إجراء أو نشر أي تحليل لا يظهر قيمة منتجاتها. علاوةً على ذلك، ينبغي أن تتميز المقالات الصحفية الخاضعة لمراجعة الأقران بمنهجية قوية وحصينة، حيث يعمل ذلك بمثابة توقع لعملية مراجعة الأقران.

## تحليل فاعلية التكلفة في الوقاية من مرض نقص المناعة المكتسب
تعد الموارد المتاحة للتحكم في انتشار مرض نقص المناعة المكتسبة غير كافية لتلبية جميع الاحتياجات . لتحقيق أقصى فوائد صحية
بوجود هذه الموارد المحدودة يجب عمل دراسة دراسة تحليلية عن كفاءة التكلفة . قد يكون برنامج واحد أكثر فاعلية من الأخر في تغير
سلوك فيروس نقص المناعة المتكسبة الخطر .
فاعلية التكلفة ممكن ان تحسب عن طريق معرفة الاستفادة من العلاج بالنسبة للتكاليف، فكلما زادت الاستفادة من العلاج بالنسبة للمريض مع قلة التكلفة في العموم كلما كان ذلك أفضل .
تحليل فاعلية التكلفة يتضمن أيضا معرفة التكاليف المتكبدة أو المدخرة نتيجة العلاج . وهذا يتضمن كلا من التكاليف المباشرة التي تنفق على العلاج والتكاليف غير المباشرة والتي تحصل نتيجة تغير في حالة المرضى .
أخيرا تحليل فاعلية التكلفة يجب أن يتضمن العلاقة بين مستوى البذل في العلاج وفاعليتها في تقليل عوامل الخطر عند العلاج ( على سبيل المثال، استخدام إبرة حقن مختلفة لكل شخص).
قد توصلت دراسة عن الهند أن حوالي 5 ملايين شخص لديهم مرض نقص المناعة المكتسب ولكن نتيجة لجهود العلاج المبنية على أنظمة
تحليل فاعلية التكلفة لكان هناك مابين 20 إلى 25 مليون شخص لديهم مرض نقص المناعة المكتسب.